# 懸濁運搬物質
懸濁運搬物質（けんだくうんぱんぶっしつ、suspended load）、または、懸濁物質（けんだくぶっしつ、英語は同じくsuspended load）とは、何らかの液体が流れた時に、その流れの力によって運搬される物質のうち、その流れの底面にはほとんど着地せずに移動する、液体に不溶の粒子のことである。なお、通常、流れる液体は水、つまり、懸濁運搬物質、懸濁物質という言葉が用いられるのは、河川などの説明を行う時である。そこで、本稿では以下、簡単のため水の流れ、すなわち、河川の流れにおける懸濁運搬物質、懸濁物質に限って説明する。

## 掃流運搬物質との関係
懸濁運搬物質は、普通、粘土の大きさから、せいぜい細かい砂程度の大きさの不溶性の粒子である。ただし、河川の流速によって運搬する力の強さも変わってくるので、同じ大きさの粒子でも懸濁運搬物質になったり、掃流運搬物質になったりし得るなど、この2つの境界は明確ではない。